# أنطونيو فرنسيسكو كوريا دي بيتينكورت
أنطونيو فرنسيسكو كوريا دي بيتينكورت هو سياسي برازيلي، ولد في 14 يونيو 1834 في Antonina, Paraná ‏ في البرازيل، وتوفي في 8 سبتمبر 1918 في كوريتيبا في البرازيل. انتخب عضو مجلس النواب البرازيلي ‏.